# De meisjes uit Viterbo
De meisjes uit Viterbo is een hoorspel van Günter Eich, dat onder de titel Die Mädchen aus Viterbo op 10 maart 1953 door de Südwestfunk werd uitgezonden. In de vertaling van A. de Vlugt en onder regie van S. de Vries jr. was het op woensdag 25 januari 1956 te horen op de VARA. Het duurde 65 minuten.

## Rolbezetting
- Louis de Bree (grootvader Oldenburg)
- Willy Brill (Gabriele, z’n kleindochter)
- Enny Mols-de Leeuwe (Mevrouw Winter)
- Fé Sciarone (Antonia, meisje uit Viterbo)
- Eva Janssen (Luzia, meisje uit Viterbo)
- Miep van den Berg (Lena, meisje uit Viterbo)
- Benita Groenier (Maria, meisje uit Viterbo)
- Joke van den Berg (Bianca, meisje uit Viterbo)
- Paul van der Lek (meneer Bottari, hun leraar)
- Dogi Rugani (mevrouw Angelika Bottari)
- Jan Borkus (Lorenzo Giraldi, een collega van meneer Bottari)
- Harry Bronk (Emilio Fostino, de jonge meubelmaker)

## Inhoud
Berlijn, oktober 1943. Twee vervolgde mensen, Gabriele en haar joodse grootvader, leven ondergedoken in de woning van een alleenstaande vrouw. Al jaren vormen deze enkele vierkante meters ruimte hun wereld. Bijna zonder onderbreking wordt de stad gebombardeerd, maar het is niet de angst om zonder bescherming in hun kamer aan de bommen overgeleverd te zijn die de vervolgden in voortdurende spanning houdt, maar de angst elk moment door de bloedhonden gevonden te worden. De schrijver verbindt deze vertwijfelde situatie met een ander extreem gebeuren, dat onder omgekeerde voortekenen staat: bij een schooluitstapje is een groep meisjes uit Viterbo met hun leraar in de catacomben van Rome verdwaald. Door te pogen een uitweg te vinden, geraken ze steeds dieper in het onderaarde labyrint. Hun hulpgeroep wordt door niemand gehoord. Sinds enkele dagen zijn ook deze meisjes van de buitenwereld afgesneden. Ze hebben angst, niet gevonden te worden. In de fantasie van de grootvader en zijn kleindochter weespiegelt hun eigen situatie zich in het lot van de meisjes uit Viterbo, over wie ze in de krant gelezen hebben. De hoop niet ontdekt te worden komt overeen met de voorstelling van een gelukkige redding van de meisjes, maar ze zien in dat ze zichzelf bedriegen, want in werkelijkheid liep het anders af, zo stond in het krantenbericht. En uit dit inzicht putten ze ten slotte de kracht om hun vertwijfeling te overwinnen…